# Lovrin
Lovrin (deutsch Lowrin, ungarisch Lovrin) ist eine Gemeinde im Kreis Timiș, in der Region Banat, im Südwesten Rumäniens.

## Lage

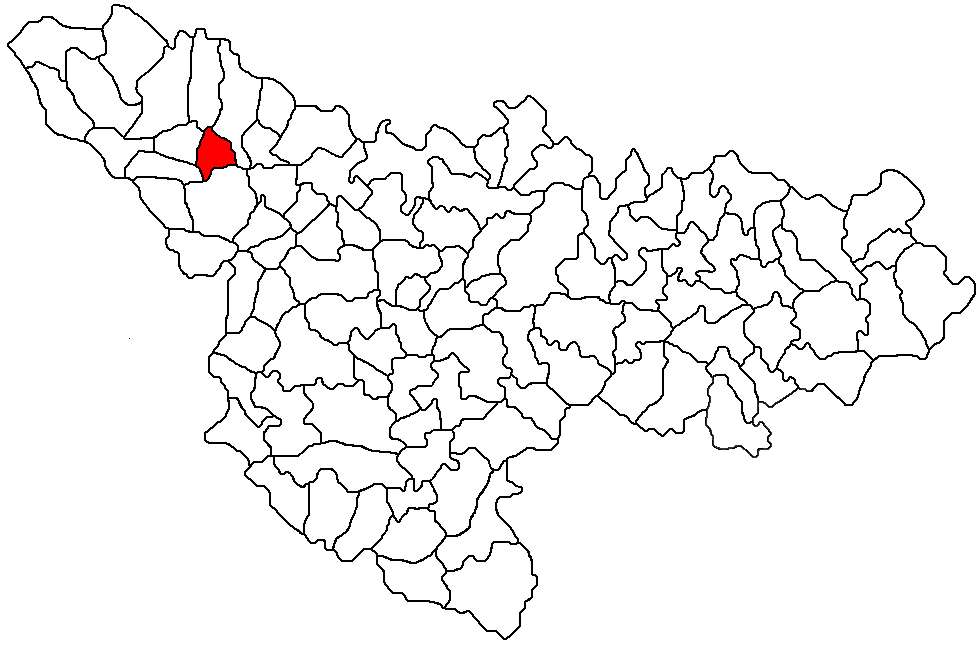
Lage von Lovrin im Kreis Timiș

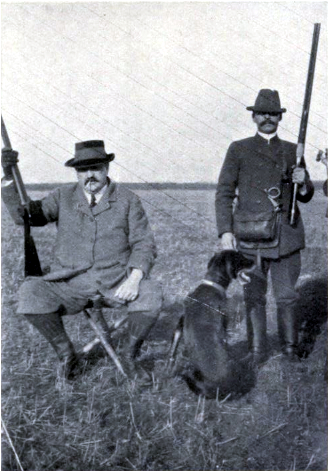
Baron Lipthay

Lovrin liegt im Nord-Westen des Kreises Timiș, 47 km nördlich von der Kreishauptstadt Timișoara (Temeswar) und 17 km östlich von Sânnicolau Mare (Groß-Sankt-Nikolaus) entfernt. Lovrin liegt an der Nationalstraße DN6, die die beiden Städte miteinander verbindet und zum Grenzpunkt Cenad (Tschanad) führt. In Lovrin kreuzen sich die Eisenbahnlinien, die nach Sânnicolau Mare und Timișoara führen sowie die Linien Nerău–Periam–Arad und Lovrin–Jimbolia.

## Nachbarorte

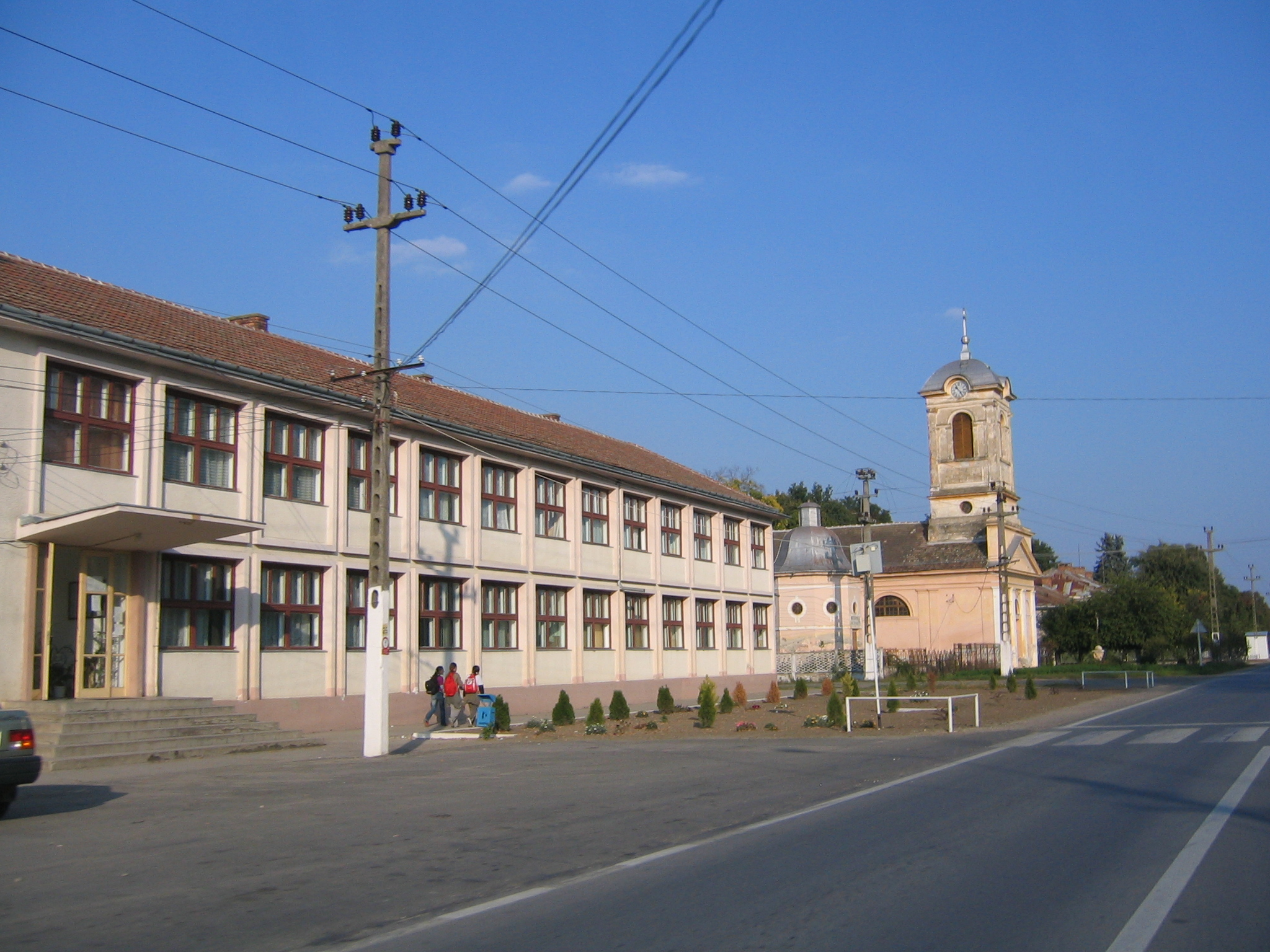
Schule und Kirche, Lowrin

| Sânpetru Mare | Saravale                                    | Pesac    |
| Tomnatic      | Kompassrose, die auf Nachbargemeinden zeigt | Șandra   |
| Gottlob       | Grabaț                                      | Bulgăruș |

## Geschichte
1466 wurde eine Siedlung auf dem Gebiet des heutigen Lovrin erstmals dokumentarisch unter der Bezeichnung Loránthalma belegt. Der Ortsname Lovrin ist zum ersten Mal 1701 nachweisbar. 1564 wird der Ort als Privatbesitz des Csanáder Bischofs erwähnt. In der Siedlung ließen sich 1740 katholische Bulgaren nieder, die aber schon nach zwei Jahren nach Alt-Beschenowa zogen. 1747 wurde diese Ortschaft durch weitere Zuwanderungen von Bulgaren zu einem bulgarischen Dorf unter der Bezeichnung Lovrinac.
Die ersten Deutschen ließen sich zwischen 1780 und 1784 nieder. 60 deutsche Familien zogen damals aus anderen Banater Ortschaften, also durch Binnenwanderung, zu. 1787 kamen die ersten Kolonisten aus dem Deutschen Reich.
Die Lovriner römisch-katholische Pfarrei wurde 1777 gegründet. Die heutige katholische Kirche ist 1789 erbaut worden. Sie wurde dem Hl. Antonius von Padua geweiht. 1829 ließ der Baron Liptay das Gotteshaus renovieren und erweitern. Eine weitere Renovierung wurde 1969 durchgeführt.
1792 machte Kaiser Leopold II. Lovrin und Gottlob dem General Anton Lipthay für seine Dienste im Kampf gegen die Türken zum Geschenk. Der General Liptay ließ hier ein Schloss erbauen, das auch heute noch seinen Namen trägt.
Am 4. Juni 1920 wurde das Banat infolge des Vertrags von Trianon dreigeteilt. Der größte, östliche Teil, zu dem auch Lowrin gehörte, fiel an Rumänien.
Infolge des Waffen-SS Abkommens vom 12. Mai 1943 zwischen der Antonescu-Regierung und Hitler-Deutschland wurden alle deutschstämmigen wehrpflichtigen Männer in die deutsche Armee eingezogen.
Noch vor Kriegsende, im Januar 1945, fand die Deportation aller volksdeutschen Frauen zwischen 18 und 30 Jahren und Männer im Alter von 16 bis 45 Jahren zur Aufbauarbeit in die Sowjetunion verschleppt statt. Das Bodenreformgesetz vom 23. März 1945, das die Enteignung der deutschen Bauern in Rumänien vorsah, entzog der ländlichen Bevölkerung die Lebensgrundlage. Das Nationalisierungsgesetz vom 11. Juni 1948 sah die Verstaatlichung aller Industrie- und Handelsbetriebe, Banken und Versicherungen vor, wodurch alle Wirtschaftsbetriebe, unabhängig von der ethnischen Zugehörigkeit, enteignet wurden.
Da die Bevölkerung entlang der rumänisch-jugoslawischen Grenze von der rumänischen Staatsführung nach dem Zerwürfnis Stalins mit Tito und dessen Ausschluss aus dem Kominform-Bündnis als Sicherheitsrisiko eingestuft wurde, erfolgte am 18. Juni 1951 die Deportation „von politisch unzuverlässlichen Elementen“ in die Bărăgan-Steppe, unabhängig von der ethnischen Zugehörigkeit. Die rumänische Führung bezweckte zugleich, den einsetzenden Widerstand gegen die bevorstehende Kollektivierung der Landwirtschaft zu brechen. Als die Bărăganverschleppten 1956 heimkehrten, erhielten sie die 1945 enteigneten Häuser und Höfe zurückerstattet. Der Feldbesitz wurde jedoch kollektiviert.
Ende der 1980er, Anfang der 1990er Jahre wanderten die meisten Deutschen aus. Heute ist Lovrin ein rumänisches Dorf.

## Einwohner
1930 lebten im Ort neben den 3302 Deutschen auch 234 Rumänen, 138 Ungarn, 44 Slowaken, 43 Roma, 38 Serben und 2 Sonstige. 1977 waren unter den 4255 Dorfbewohnern noch 1367 Deutsche, dazu 2618 Rumänen, 130 Ungarn, 46 Roma, 41 Serben und 53 Sonstige. Durch die Abwanderung der deutschstämmigen Bevölkerung nach der Revolution von 1989, sank 1992 deren Anteil auf 285. 2002 lebten auf dem Gebiet der Gemeinde 3560 Menschen. 3243 davon waren Rumänen, 120 Deutsche, 80 Roma, 71 Ungarn, 14 Serben, 13 Bulgaren, 12 Ukrainer und sechs bekannten sich als Slowaken. 2011 wurden 2849 Rumänen, 110 Roma, 76 Deutsche, 41 Ungarn, 13 Bulgaren, neun Ukrainer und sieben Serben gezählt. Die restlichen 118 Einwohner machten keine Angaben zu ihrer Ethnie.

## Persönlichkeiten
- Josef Eisenkolb (1821–1899), Komponist
- Kaspar Eisenkolb (1826–1913), Komponist
- Jakob Hillier (1848–1918), Komponist, Kirchenmusiker und Musikpädagoge
- Aurel Eisenkolb (1849–1918), Komponist
- Kaspar Muth (1876–1966), Politiker
- Anton Peter Petri (1923–1995), Historiker
- Edda Buding (1936–2014), Tennisspielerin
- Annemarie Podlipny-Hehn (* 1938), Kunsthistorikerin und Schriftstellerin
- Ingo Buding (1942–2003), Tennisspieler
- Ilse Hehn (* 1943), Autorin
- Walter Kindl (* 1943), Dirigent, Organist, Musikwissenschaftler und Domkapellmeister
- Richard Wagner (1952–2023), Schriftsteller
- Paul Pauli (* 1960), Psychologe, Hochschullehrer, Präsident der Universität Würzburg
- Ioan Almășan (* 1962), Fußballtorhüter